# New Buckenham
New Buckenham is een civil parish in het bestuurlijke gebied Breckland, in het Engelse graafschap Norfolk met 460 inwoners.